# حسن عز الدين
حسن عز الدين (ولد حوالي عام 1963) مواطن لبناني مطلوب من قبل حكومة الولايات المتحدة منذ 10 أكتوبر 2001.

## عنه
حسن عز الدين وهو عضو من أعضاء حزب الله وهو مطلوب حاليا من قبل حكومة الولايات المتحدة لتورطه في حادثة اختطاف طائرة تي دبليو إيه الرحلة 847 في 14 يونيو 1985 وأسفر هذا الهجوم عن مقتل غطاس البحرية الأمريكية روبرت ستيثيم. في 10 أكتوبر 2001 تم وضع عز الدين مع اثنين من المشاركين في عملية الخطف، في قائمة أكبر 22 إرهابي مطلوب لدى مكتب التحقيقات الفيدرالي، وقد صدر القرار من قبل الرئيس الأمريكي الأسبق جورج دبليو بوش وقد وضع مكافأة مقدارها 5 ملايين دولار لمن يدلي بمعلومات تؤدي إلى اعتقاله وإدانته ويعتقد أنه يقيم في لبنان.

## روابط خارجية
- المكافآت الموضوعة على رؤؤس الإرهابيين على موقع وزارة العدل الأمريكية
- الملف الشخصي لعز الدين في مكتب التحقيقات الفدرالي